# Serie A2 2011-2012 - Girone A (pallamano maschile)

## Formula
- Prima fase: le 8 squadre partecipanti hanno disputato un girone all'italiana di andata e ritorno; al termine della prima fase le prime quattro squadre classificate si sono qualificata per la poule promozione mentre le ultime quattro squadre classificate si sono qualificate per la poule retrocessione.
- Poule promozione: le 4 squadre partecipanti hanno disputato un girone all'italiana di andata e ritorno; la prima classificata è stata promossa in serie A1 nella stagione successiva.
- Poule retrocessione: le 4 squadre partecipanti hanno disputato un girone all'italiana di andata e ritorno; la squadra classificata all'ultimo posto è stata retrocessa in serie B nella stagione successiva.

## Squadre partecipanti
- Cassano Magnago (Squadra B)
- Ferrarin
- Derthona
- Cologne (Metelli)

- Crenna
- Città Giardino
- Ventimiglia
- Molteno

## Prima fase

### Risultati
| andata | 1ª giornata                | ritorno |
| ------ | -------------------------- | ------- |
| 25-37  | Derthona - Cassano Magnago | 28-31   |
| 32-24  | Ventimiglia - Ferrarin     | 26-28   |
| 27-24  | Città Giardino - Cologne   | 28-36   |
| 40-23  | Crenna - San Giorgio       | 39-33   |

| andata | 4ª giornata                      | ritorno |
| ------ | -------------------------------- | ------- |
| 35-27  | Ventimiglia - Derthona           | 29-31   |
| 43-28  | Cologne - Crenna                 | 31-30   |
| 33-35  | Cassano Magnago - Città Giardino | 32-33   |
| 26-24  | Ferrarin - San Giorgio           | 23-29   |

| andata | 7ª giornata                   | ritorno |
| ------ | ----------------------------- | ------- |
| 31-28  | San Giorgio - Derthona        | 21-31   |
| 31-28  | Crenna - Città Giardino       | 29-34   |
| 37-32  | Cassano Magnago - Ventimiglia | 34-28   |
| 27-26  | Ferrarin - Cologne            | 26-37   |

| andata | 2ª giornata                  | ritorno |
| ------ | ---------------------------- | ------- |
| 23-22  | Ferrarin - Derthona          | 31-28   |
| 35-24  | Cologne - Ventimiglia        | 24-19   |
| 28-27  | San Giorgio - Città Giardino | 21-34   |
| 40-30  | Cassano Magnago - Crenna     | 39-33   |

| andata | 5ª giornata                | ritorno |
| ------ | -------------------------- | ------- |
| 34-27  | Crenna - Ventimiglia       | 37-27   |
| 29-32  | San Giorgio - Cologne      | 24-34   |
| 30-41  | Derthona - Città Giardino  | 27-36   |
| 30-29  | Cassano Magnago - Ferrarin | 36-27   |

| andata | 3ª giornata                   | ritorno |
| ------ | ----------------------------- | ------- |
| 33-34  | Derthona - Cologne            | 25-35   |
| 35-20  | Città Giardino - Ventimiglia  | 34-26   |
| 33-31  | San Giorgio - Cassano Magnago | 26-37   |
| 35-33  | Crenna - Ferrarin             | 21-22   |

| andata | 6ª giornata               | ritorno |
| ------ | ------------------------- | ------- |
| 29-31  | Derthona - Crenna         | 35-29   |
| 36-29  | Ventimiglia - San Giorgio | 28-27   |
| 30-24  | Città Giardino - Ferrarin | 27-25   |
| 31-25  | Cologne - Cassano Magnago | 24-34   |

### Classifica
|  | Pos. | Squadra             | Pt | G  | V  | N | P  | GF  | GS  | DR  |
|  | ---- | ------------------- | -- | -- | -- | - | -- | --- | --- | --- |
|  | 1.   | Città Giardino      | 33 | 14 | 11 | 0 | 3  | 454 | 386 | +68 |
|  | 2.   | Cologne             | 33 | 14 | 11 | 0 | 3  | 446 | 384 | +52 |
|  | 3.   | Cassano Magnago (B) | 30 | 14 | 10 | 0 | 4  | 476 | 414 | +62 |
|  | 4.   | Crenna              | 20 | 14 | 7  | 0 | 7  | 447 | 444 | +3  |
|  | 5.   | Ferrarin            | 18 | 14 | 6  | 0 | 8  | 368 | 398 | -30 |
|  | 6.   | Ventimiglia         | 12 | 14 | 4  | 0 | 10 | 384 | 436 | -52 |
|  | 7.   | Molteno             | 12 | 14 | 4  | 0 | 10 | 378 | 446 | -68 |
|  | 8.   | Derthona            | 10 | 14 | 3  | 0 | 11 | 399 | 444 | -45 |

Legenda:

      Qualificate alla Poule promozione
      Qualificate alla Poule retrocessione

## Poule promozione

### Risultati
| andata | 1ª giornata               | ritorno |
| ------ | ------------------------- | ------- |
| 21-29  | Cologne - Cassano Magnago | 26-29   |
| 34-22  | Città Giardino - Crenna   | 33-35   |

| andata | 2ª giornata                      | ritorno |
| ------ | -------------------------------- | ------- |
| 33-34  | Crenna - Cologne                 | 21-37   |
| 36-28  | Cassano Magnago - Città Giardino | 44-48   |

| andata | 3ª giornata              | ritorno |
| ------ | ------------------------ | ------- |
| 32-21  | Cologne - Città Giardino | 32-33   |
| 29-31  | Crenna - Cassano Magnago | 26-43   |

### Classifica
|  | Pos. | Squadra             | Pt | G | V | N | P | GF  | GS  | DR  |
|  | ---- | ------------------- | -- | - | - | - | - | --- | --- | --- |
|  | 1.   | Cassano Magnago (B) | 15 | 6 | 5 | 0 | 1 | 212 | 178 | +34 |
|  | 2.   | Cologne             | 9  | 6 | 3 | 0 | 3 | 182 | 166 | +16 |
|  | 3.   | Città Giardino      | 9  | 6 | 3 | 0 | 3 | 197 | 201 | -4  |
|  | 4.   | Crenna              | 3  | 6 | 1 | 0 | 5 | 166 | 212 | -46 |

Legenda:

      Promossa in Serie A1 2012-2013

## Poule retrocessione

### Risultati
| andata | 1ª giornata           | ritorno |
| ------ | --------------------- | ------- |
| 25-26  | Ferrarin - Derthona   | 21-24   |
| 30-26  | Ventimiglia - Molteno | 32-33   |

| andata | 2ª giornata            | ritorno |
| ------ | ---------------------- | ------- |
| 28-27  | Molteno - Ferrarin     | 26-25   |
| 23-24  | Derthona - Ventimiglia | 19-31   |

| andata | 3ª giornata            | ritorno |
| ------ | ---------------------- | ------- |
| 31-25  | Derthona - Molteno     | 24-31   |
| 23-26  | Ventimiglia - Ferrarin | 24-23   |

### Classifica
|  | Pos. | Squadra     | Pt | G | V | N | P | GF  | GS  | DR  |
|  | ---- | ----------- | -- | - | - | - | - | --- | --- | --- |
|  | 1.   | Ventimiglia | 12 | 6 | 4 | 0 | 2 | 164 | 150 | +14 |
|  | 2.   | Molteno     | 11 | 6 | 4 | 0 | 2 | 169 | 169 | 0   |
|  | 3.   | Derthona    | 8  | 6 | 3 | 0 | 3 | 147 | 157 | -10 |
|  | 4.   | Ferrarin    | 5  | 6 | 2 | 0 | 4 | 147 | 151 | -4  |

Legenda:

      Retrocessa in Serie B 2012-2013

## Verdetti
- Cassano Magnago (B): promossa in Serie A1 2012-2013.
- Ferrarin: retrocessa in Serie B 2012-2013.